# Marensis simplex
Marensis simplex är en skalbaggsart som först beskrevs av Bates 1865.  Marensis simplex ingår i släktet Marensis och familjen långhorningar. Inga underarter finns listade i Catalogue of Life.